# 彰化縣秀水鄉明正國民小學
彰化縣秀水鄉明正國民小學是位於臺灣彰化縣秀水鄉的學校，簡稱明正國小。面積20054平方公尺，1962年籌設，並於1963年10月23日正式設校。

## 沿革
明正國民小學位於彰化縣秀水鄉埔崙村，沿革可上溯至1905年6月13日由雅興公學校設立的埔姜崙別教室，翌年2月15日改稱埔姜崙公學校。1922年成立埔姜崙公學校秀水分校，1928年因秀水分校獨立成秀水公學校而被併入，埔姜崙公學校廢止。
1962年10月25日於埔姜崙公學校舊址成立秀水國民學校埔崙分校，由林素卿擔任分校主任。翌年8月1日獨立為明正國民學校，後因實施國民義務教育，校名於1968年改為明正國民小學。2005年8月1日成立資源班推展特殊教育。2017年3月向台灣閱讀文化基金會申請成立「愛的書庫」，同年12月獲選正式揭牌成立，是彰化縣第24座、全國第268座愛的書庫。2020年（民國109年）動工興建活動中心，歷建校57年才爭取成功，預計2022年完工啟用，是秀水鄉最大的活動中心。
明正國小位置並非在秀水鄉市區，原僅是分校，因此多年來維持新生6班；但近幾年不受少子化影響反增為7班，已達班級容納上限，是彰化縣唯一不在8大市鎮內的總量管制國小，也是秀水鄉6所國小中的最大校。

## 歷任校長
| 屆次 | 姓名   | 任期                          |
| ---- | ------ | ----------------------------- |
| 1    | 陳金註 | 1963年9月5日〜1964年10月12日  |
| 代理 | 王清   | 1964年10月13日〜1965年8月31日 |
| 2    | 林丁有 | 1965年9月1日〜1974年6月23日   |
| 代理 | 林茶   | 1974年6月23日〜1974年8月31日  |
| 3    | 李仁淳 | 1974年9月1日〜1987年8月31日   |
| 4    | 施叔榮 | 1987年9月1日〜1991年7月31日   |
| 5    | 洪恭禮 | 1991年8月1日〜1998年1月31日   |
| 代理 | 林土柱 | 1998年2月1日〜1998年2月19日   |
| 6    | 蔡義和 | 1998年2月20日〜2003年7月31日  |
| 7    | 林炯炘 | 2003年8月1日〜2010年1月31日   |
| 8    | 黃坤和 | 2010年2月1日〜2014年1月31日   |
| 9    | 盧焜煌 | 2014年2月1日〜2021年7月31日   |
| 10   | 林俊成 | 2021年8月1日〜迄今            |

## 外部連結
- 台灣閱讀文化基金會